# Boorowa Shire
Boorowa var en kommun i Australien. Den låg i delstaten New South Wales, i den sydöstra delen av landet, omkring 220 kilometer väster om delstatshuvudstaden Sydney. 2014 var antalet invånare 2 558.
Kommunen upphörde den 12 maj 2016 då den tillsammans med Harden Shire och Young Shire uppgick i det nya självstyresområdet Hilltops Council.
Förutom huvudorten Boorowa hörde även orterna Godfreys Creek, Rugby, Frogmore och Rye Park till Boorowa Shire.